# Mahvash Mossaed
Mahvash Mossaed (Teheran, 1950) è una pittrice e scrittrice iraniana naturalizzata canadese poi Statunitense.
La sua poesia e pittura hanno continuato ad essere ispirate per più di vent'anni.
Nata a Tehran, sposata in Canada, e avendo vissuto sia in Europa che in Africa viaggiando col marito per tour diplomatici per l'ONU, il suo lavoro è pieno delle tradizioni, delle culture e delle uniche esperienze acquisite tra la gente di quattro continenti. Da allora, Mahvash non ha solo perseverato sul fronte domestico di moglie e madre, ma ha compiuto un'agnizione internazionale come poeta e pittrice. Mahvash è inoltre impegnata a fornire nuovi modi per dar voce alle donne iraniane.
Come testamento dell'interesse internazionale del suo messaggio, i saggi di Mahvash sono stati esibiti in Asia, Europa ed Africa.
Le sue più recenti esibizioni includono: The National Museum of Women in the Arts (Cina), il Sanje Museum of Contemporary Arts (Corea), ed il museo American Visionary Museum (Maryland). In aggiunta alla realizzazione delle copertine per molti periodici e libri d'arte, i suoi dipinti sono stati rappresentati nelle collezioni private di Steven Spielberg e di Bijan, per citarne alcuni.

## Documentari
- Unveiling: I Paint a Woman's Life in My Culture di Mahvash Mossaed (2006)